# Вормсбехер, Гуго Густавович
Гуго Густавович Вормсбехер (26 июня 1938, Поволжье — 20 ноября 2024, Москва) — советский и российский писатель, представитель российских немцев.

## Биография
Родился 26 июня 1938 года в АССР немцев Поволжья, в 1941 году — депортация в Сибирь. Работал токарем, электриком, учителем, сотрудником немецких газет «Фройндшафт» (Целиноград) и «Нойес лебен» (Москва), редактором литературного альманаха «Хайматлихе вайтен».
Окончил Московский полиграфический институт, редакторский факультет. Автор ряда книг, повестей, рассказов, многочисленных публикаций по истории, культуре, литературе, актуальным проблемам российских немцев.
Член Союза писателей СССР (ныне — МСПС) с 1988 года.
С 1963 года — в национальном движении за восстановление государственности российских немцев. Участник первых двух делегаций советских немцев в Москву в 1965 году и делегаций в 1988 году. Один из участников Всесоюзного общества советских немцев «Возрождение», Международного Союза российских немцев, ФНКА российских немцев, Общественно-Государственного фонда «Российские немцы», Общественной академии наук российских немцев, проекта Энциклопедии российских немцев. Был членом Государственной комиссии СССР по проблемам советских немцев, Оргкомитета по подготовке 1 съезда немцев СССР, Межправительственной российско-германской Комиссии по восстановлению государственности российских немцев, Экспертного Совета при Комитете по делам национальностей Государственной Думы Российской Федерации. В общественном движении занимал должности сопредседателя общества «Возрождение», председателя Союза немцев СССР (Международного союза российских немцев), вице-президента Федеральной национально-культурной автономии российских немцев.
Умер 20 ноября 2024 года в возрасте 86 лет.